# Duno de Rochester
Duno (em latim: Dunnus; em inglês antigo: Dunn; m. 747) foi bispo de Rochester de 740 até sua morte em 747. Em 747, participou no Concílio de Clovecho presidido pelo arcebispo Cuteberto da Cantuária.